# Karlovac
Karlovac (pronunțat în română Carlovăț) este un oraș în cantonul Karlovac, Croația, având o populație de 55.705 locuitori (2011).

## Demografie
Componența etnică a orașului Karlovac
     Croați (88,21%)
     Sârbi (8,01%)
     Necunoscut (1,1%)
     Neclasificat (1,88%)
Componența confesională a orașului Karlovac
     Catolici (82,36%)
     Ortodocși (6,94%)
     Fără religie și atei (5,04%)
     Musulmani (1,27%)
     Necunoscută (2,77%)
     Alte religii (1,63%)
Conform recensământului din 2011, orașul Karlovac avea 55.705 locuitori. Din punct de vedere etnic, majoritatea locuitorilor (88,21%) erau croați, cu o minoritate de sârbi (8,01%). Apartenența etnică nu este cunoscută în cazul a 1,1% din locuitori. Din punct de vedere confesional, majoritatea locuitorilor (82,36%) erau catolici, existând și minorități de ortodocși (6,94%), persoane fără religie și atei (5,04%) și musulmani (1,27%). Pentru 2,77% din locuitori nu este cunoscută apartenența confesională.